# Рока Витијана (Ријети)
Рока Витијана је насеље у Италији у округу Ријети, региону Лацио.
Према процени из 2011. у насељу је живело 19 становника. Насеље се налази на надморској висини од 664 м.